# Геотекстильна трубка
Геотекстильна трубка — це великий мішок у формі трубки, виготовлений з пористого, стійкого до атмосферних впливів геотекстилю та заповнений піщаним розчином, для формування штучної прибережної споруди, такої як хвилеріз, дюна або дамба. Геотекстильні трубки є компонентом підходу «живих берегових ліній» до управління узбережжям. Вони вирівнюються вздовж берегової лінії, щоб послабити енергію хвиль та захистити від ерозії узбережжя. Труби сприяють розвитку устричного рифу та створюють ділянки намивних територій. Геотекстильні трубки також встановлюються для рекультивації земель та тимчасово встановлюються під час фази зневоднення під час днопоглиблювальних робіт.
Якщо геотекстильна трубка піддається впливу стихій, вона може бути вразливою до розриву.
Крім тогоб геотекстильна трубка може бути використана тхнологіях статичного зневоднення відходів гірничо-збагачувальних підприємств та інших видів обводнених промислових відходів у геотубах.